# Брюс Бак
Брюс Бак (англ. Bruce Buck) — американський юрист і засновницький керуючий партнер лондонського офісу юридичної фірми «Skadden, Arps, Slate, Meagher & Flom». Він також є Президентом футбольного клубу Челсі. Сфера його юридичної практики: європейські злиття та поглинання, фінансування проектів та ринки капіталу.

## Кар'єра юриста
Брюс Бак займався юридичним правом у Європі з 1983 року. Він покинув Нью-Йорк в 1983 році, переїхавши у Англію за для «стандартної роботи» на два-три роки разом зі своєю попередньою юридичною фірмою «White & Case». П'ять років потому йому запропонували роботу у сфері МіО (злиття і поглинання) у фірмі Skadden Arps, щоб розробити європейську практику їх фірми з нуля. З тих пір він там і працює.
Як партнер, відповідальний за європейські офіси Skadden, його робота включала широкий спектр операцій у сфері ринків капіталу. Бак представляє як європейських, так і неєвропейських клієнтів у повному обсязі транскордонних операцій з фінансування.

## Челсі
Причетність Бака до «Челсі» почалася через його посаду глави європейської юридичної фірми «Skadden, Arps, Slate, Meagher & Flom». Skadden Arps спеціалізується на злиттях, поглинаннях та операціях на ринку капіталу, і Бак особисто провів юридичну роботу над рядом придбань для російської компанії Siberian Oil (Сібнефть, зараз це Газпром нефть), завдяки якій він прийшов консультувати російсько-ізраїльського мільярдера Романа Абрамовича, який тоді був акціонером «Сібнефті».